# Robert Townsend
 (juin 2017).
Robert Townsend, né le 25 novembre 1753 et mort le 7 mars 1838 est un membre du Culper Ring, un réseau d'espionnage pendant la Révolution américaine. Townsend opère à New York avec les alias « Samuel Culper, Jr » et « 723 ». Il a recueilli des informations pour le compte du général George Washington.

## Biographie
Townsend est le troisième fils de huit enfants de Samuel et Sarah Townsend résidant à Oyster Bay. Samuel est un homme politique Whig, propriétaire d'un magasin. Peu d'informations nous sont parvenues au sujet de la jeunesse de Robert. Sa mère est une épiscopalienne et son père est un quaker libéral.
En dépit des batailles politiques de son père, le jeune Robert montre peu d'intérêt pour l'engagement militant public. Samuel s’arrange pour placer Robert comme apprenti à la Maison de Templeton et Stewart, un cabinet d'affaires. Pendant ces premières années, Townsend se consacre à faire fortune sans laisser paraître ses sentiments patriotiques.

## Un espion patriote
Un certain nombre de facteurs conduisent Townsend à entrer dans le réseau d'espionnage connu sous le nom du Culper Ring. La lecture du Sens Commun de Thomas Paine, le harcèlement de sa famille par les Britanniques et enfin ses relations avec Woodhull l'ont conduit à s'investir.
Townsend est pourtant déchiré entre sa volonté d'implication et son éducation modérée de Quaker qui implique une non-violence, le pacifisme et le refus de toute révolte contre un gouvernement légal. Il a finalement abandonné son pacifisme après la lecture du pamphlet de Thomas Paine qui appelle à lutter contre la corruption et le narcissisme. Cependant, Paine a également prôné la résistance comme moyen pour atteindre ces objectifs et a répondu aux interrogations des Quakers qui soutenaient majoritairement la monarchie britannique. Son pamphlet a incité un petit nombre de Quakers à joindre à la lutte contre la Grande-Bretagne, y compris Townsend. Ainsi, quelques mois après la publication de la nouvelle version de Sens Commun, Townsend se porta volontaire pour un poste de logistique au sein de l'Armée Continentale, un poste où il ne serait pas amener à tuer. Un autre facteur qui a conduit à Townsend se joindre à la lutte contre la domination Britannique a été le traitement de sa famille par des soldats Britanniques à Oyster Bay. De nombreux incidents violents et des pillages menés par des forces britanniques touchèrent les colons américains. Le 19 novembre 1778, le colonel John Graves Simcoe des Queen's Rangers et environ 300 de ses hommes étaient stationnés à Oyster Bay pendant la période hivernale engendrant des réquisitions qui ont particulièrement touchées la famille de Townsend.
Le dernier facteur est la rencontre entre Townsend et Abraham Woodhull qui connait peut-être les convictions politiques du père de Townshend, à Long Island. La confiance entre les deux hommes s'installe rapidement à New York pour que Woodhull propose à Townsend de rejoindre un nouveau réseau d'espionnage pour le compte de Washington.

## "Culper, Jr"
Perdant peu de temps pour commencer à espionner les activités britanniques, Townsend envoie son premier message sur le 29 juin 1779 — neuf jours après que Woodhull a informé Washington qu'il avait un contact à New York. Ce premier échange d'informations est conçu pour ressembler à une lettre entre deux loyalistes. Townsend y déclare qu'il a reçu des informations d'un résidant de Rhode Island l'informant que des troupes britanniques réunis en deux divisions vont " faire une excursion dans le Connecticut...et très bientôt."

### Le complot de la contrefaçon de monnaie
L'une des contributions les plus précieuses de Townsend consiste en la découverte d'un complot ourdi par les Britanniques visant à ruiner l'économie américaine par l'inondation du pays de contrefaçon de dollars.
La partie la plus cruciale du rapport de Townsend est que les Britanniques ont acquis "plusieurs rames de papier pour la dernière émission frappée par le Congrès." C'est une terrible nouvelle pour les dirigeants Américains : les Britanniques ont l'authentique papier et la distinction entre le réel et le faux dollar serait pratiquement impossible. En conséquence, le Congrès est forcé de rappeler tous ces dollars en circulation. Une tâche difficile mais qui permet de sauver l'effort de guerre en ne permettant pas à la contrefaçon de monnaie d'inonder le marché.

### La désinformation
Alors que la France est entrée dans la guerre du côté des colons, la flotte française tente de débarquer des troupes à Newport, Rhode Island. Mais cette stratégie est dangereuse du fait que les Britanniques contrôlent Long Island et la Ville de New York. Les Britanniques ont vent de l'opération française et se préparent à intercepter la flotte française avant que les soldats ne débarquent. George Washington, apprenant les manœuvres Britanniques par le biais du Culper Ring, réussit à berner les forces Britanniques en leur faisant croire à une attaque imminente sur New York, alimentant l'ennemi par de fausses informations. Les Français peuvent débarquer en toute sécurité leurs forces.

## La vie après le Culper Ring
Après la guerre, Townsend ferme son cabinet d'affaires à New York et retourne à Oyster Bay. Townsend ne s'est jamais marié et partage la maison de sa famille avec sa sœur Sally. Robert Townsend est mort le 7 mars 1838, à l'âge de quatre-vingt-quatre ans. L'identité de Samuel Culper, Jr., a été découverte en 1930 par l'historien Morton Pennypacker. La maison de Townsend à Oyster Bay est maintenant un musée connu comme le Raynham Hall Museum.

## Dans la culture populaire
Robert Townsend est incarné par l'acteur Nick Westrate dans la série télévisée d'AMC Turn: Washington's Spies.